# Bohumil Smejkal (fotbalový rozhodčí)
Bohumil Smejkal (* 25. října 1927) je bývalý československý fotbalový rozhodčí.
V československé lize působil v letech 1963–1974. Řídil celkem 91 ligových utkání. Jako mezinárodní rozhodčí řídil v letech 1972–1974 tři mezistátní utkání. V evropských pohárech řídil v letech 1968–1974 v Poháru mistrů evropských zemi 2 utkání, v Poháru vítězů pohárů jedno utkání a v Poháru UEFA 3 utkání. Dále řídil i finále Československého poháru 1968, 1969 (druhé utkání) a 1970 (druhé utkání).